# Cognition quantique
Ne doit pas être confondu avec Esprit quantique.
La cognition quantique est un domaine émergent des sciences cognitives qui applique le formalisme mathématique de la mécanique quantique pour modéliser des phénomènes tels que le traitement de l'information par le cerveau humain, la prise de décision, la mémoire, la formation de concepts et le raisonnement conceptuel, le jugement et la perception,,,. Ce champ de recherche se distingue clairement de l'hypothèse de l'esprit quantique selon laquelle le cerveau serait le siège de phénomènes micro-physiques propres à la mécanique quantique. La cognition quantique est basée sur le paradigme simili-quantique, ou le paradigme quantique généralisé qui font l'hypothèse que le traitement de l'information par des systèmes complexes tels que le cerveau, dépendant de leur contexte informationnel et de processus probabilistes, peut être décrit mathématiquement dans le cadre des théories de l'information et des probabilités quantiques.
La cognition quantique utilise le formalisme mathématique de la théorie quantique pour formaliser des modèles de la cognition qui pourraient étendre les modèles basés sur la théorie des probabilités classique. Ce champ des sciences cognitives se concentre sur la modélisation de phénomènes où les techniques et modèles traditionnels semblent avoir atteint une barrière (par exemple, la mémoire humaine), et sur celle des préférences en théorie de la décision qui semblent paradoxales d'un point rationnel (par exemple, les inversions de préférence). Comme l'utilisation du cadre de la théorie quantique n'est utilisé qu'à des fins de modélisation, l'identification des structures quantiques dans les phénomènes cognitifs ne présuppose pas l'existence de processus quantiques microscopiques dans le cerveau humain.

## Principaux sujets de recherche

### Les modèles simili-quantiques de traitement de l'information («le cerveau simili-quantique»)
Le cerveau est certainement un système physique macroscopique opérant sur les échelles (de temps, d'espace, de la température) qui diffèrent fondamentalement des échelles quantiques. (Les conditions de phénomènes quantiques macroscopiques tels que par exemple celles des condensats de Bose-Einstein ne sont certainement pas remplies dans le cerveau). En particulier, le cerveau est tout simplement trop chaud pour pouvoir effectuer un véritable traitement de l'information quantique, c'est-à-dire pour utiliser des vecteurs quantiques d'information tels des photons, des ions ou des électrons. Comme il est communément admis dans la science du cerveau, l'unité de base du traitement de l'information est le neurone. Il est clair qu'un neurone ne peut pas être dans la superposition de deux états: stimulé et non-stimulé. Par conséquent, il ne peut pas produire de superpositions capables de jouer le rôle de base du traitement de l'information quantique. Les superpositions d'états mentaux sont créés par des réseaux neuronaux complexes (et ce sont les réseaux de neurones classiques). Néanmoins les chercheurs en cognition quantique proposent que l'activité de ces réseaux de neurones produit des effets qui peuvent être décrits comme des interférences (de probabilités) et de l'enchevêtrement. En principe, ces chercheurs ne visent pas à créer des modèles de représentation de l'information simili-quantique dans le cerveau.
Le projet de la cognition quantique se fonde sur l'observation que divers phénomènes cognitifs sont mieux décrits par la théorie de l'information quantique et la probabilité quantique que par les théories classiques correspondantes. La recherche ne présente pas actuellement l'évidence de mécanismes neurophysiologiques concrets de création d'une représentation de type quantique de l'information dans le cerveau, mais des considérations informationnelles générales soutenant l'idée que le traitement de l'information dans le cerveau correspond aux modèles informationnel et probabiliste quantiques.

La mécanique quantique étant fondamentalement contextuelle (les systèmes quantiques sont dépourvus de propriétés objectives pouvant être définies indépendamment du contexte de mesure, incluant l'ensemble du dispositif expérimental), la contextualité est ici le maître-mot. Elle implique l'existence de variables mentales incompatibles, la violation de la loi classique des probabilités totales et des effets d'interférence (constructifs et destructeurs). Ainsi, l'approche de la cognition quantique peut être considérée comme une tentative de formalisation de la contextualité des processus mentaux en utilisant l'appareil mathématique de la mécanique quantique.